# 阿佐線
阿佐線（あさせん）は、徳島県海部郡牟岐町の牟岐駅から高知県南国市の後免駅を結ぶべく計画された、日本鉄道建設公団による工事線の名称である。

## 概要
改正鉄道敷設法（大正11年法律第37号）別表第107号に掲げる予定線「高知県後免ヨリ安芸、徳島県日和佐ヲ経テ古庄附近ニ至ル鉄道」の一部である。なお、この区間のうち牟岐 - 日和佐 - 古庄付近については、1936 - 1942年に開業し、現在四国旅客鉄道（JR四国）牟岐線の一部として営業している。
1959年（昭和34年）に建設線に昇格。実際の着工・建設は既設路線と接続する区間から始まり、1973年（昭和48年）10月1日に牟岐駅 - 海部駅間が開業し、牟岐線の一部に組み込まれた。その他の区間は、日本国有鉄道経営再建促進特別措置法（国鉄再建法）施行により工事が中断し、第三セクターによる開業に委ねられた。その後、徳島県側は阿佐海岸鉄道、高知県側は土佐くろしお鉄道が引き受ける形で建設が再開され、それぞれ阿佐東線、阿佐線（ごめん・なはり線）として開業している。中間部分の甲浦 - 室戸 - 奈半利間は、他の区間の工事中断時点で未着工ないし未認可であり、そのまま未成線となった。また、2020年11月1日には牟岐線の阿波海南駅（阿波海南信号場） - 海部駅間がJR四国から阿佐海岸鉄道に移管された。
区間別に表すと、営業主体は以下のようになる。
- 牟岐駅 - 阿波海南駅間 ： JR四国 牟岐線
- 阿波海南信号場 - 甲浦信号場間 ： 阿佐海岸鉄道 阿佐東線
- 甲浦駅 - 奈半利駅間 ： （未成線）
- 奈半利駅 - 後免駅間 ： 土佐くろしお鉄道 阿佐線（ごめん・なはり線）

後述のように2021年12月25日から阿佐海岸鉄道のDMVが室戸市へ乗り入れるようになり、計画とは大きく違うものの鉄道車両が初めて室戸市へ乗り入れることとなった。

## 路線データ
- 路線距離（営業キロ）：約113 km （牟岐駅 - 後免駅間、うち未成区間は約50.2 km ）
- 軌間：1,067 mm（狭軌）
- 複線区間：なし（全線単線）
- 電化区間：なし（全線非電化）

## 歴史
- 1922年（大正11年）4月11日：予定線編入。
- 1957年（昭和32年）4月3日：調査線。
- 1959年（昭和34年）11月9日：牟岐 - 後免間工事線。
- 1964年（昭和39年）4月22日：日本鉄道建設公団工事線。
- 1965年（昭和40年）4月10日：阿佐西線起工式。
- 1971年（昭和46年）
  - 6月17日：甲浦 - 野根間、室戸 - 奈半利間国鉄協議済み。
  - 7月19日：甲浦 - 野根間、室戸 - 奈半利間工事実施計画認可。
  - 10月1日：甲浦 - 野根間 (6.5 km[1]) 工事着手。
- 1973年（昭和48年）10月1日：牟岐 - 海部間 (11.6 km)が国鉄牟岐線として開業。
- 1974年（昭和49年）4月：海部 - 野根間工事着手。
- 1980年（昭和55年）
  - 2月：海部 - 宍喰間レール敷設完了。
  - 12月27日：日本国有鉄道経営再建促進特別措置法公布、施行により阿佐東線工事中断。
- 1981年（昭和56年）12月：日本国有鉄道経営再建促進特別措置法により阿佐西線工事中断。
- 1986年（昭和61年）5月1日：土佐くろしお鉄道設立。
- 1987年（昭和62年）4月1日：国鉄分割民営化により、牟岐線はJR四国に承継。
- 1988年（昭和63年）
  - 3月23日：阿佐西線工事再開。
  - 9月9日：阿佐海岸鉄道設立。
- 1992年（平成4年）3月26日：海部 - 甲浦間 (8.5 km) が阿佐海岸鉄道阿佐東線として開業。
- 2001年（平成13年）12月6日：後免 - 奈半利間レール敷設完了。
- 2002年（平成14年）7月1日：後免 - 奈半利間 (42.7 km) が土佐くろしお鉄道阿佐線（ごめん・なはり線）として開業。
- 2020年（令和2年）11月1日：牟岐線のうち阿波海南 - 海部間 (1.5 km→1.4 km) がJR四国から阿佐海岸鉄道に移管され阿佐東線に編入。

## 設置予定駅
（未成区間のみ。未開業の駅は仮称）
甲浦駅 - 野根駅 - （未認可のため未定） - 室戸駅 - 吉良川駅 - 土佐羽根駅 - 奈半利駅
- 営業中の区間である牟岐駅 - 阿波海南駅間は「牟岐線」を、阿波海南信号場 - 甲浦信号場間は「阿佐海岸鉄道阿佐東線」を、奈半利駅 - 後免駅間は「土佐くろしお鉄道ごめん・なはり線」の項目を参照。

## その他
- 阿佐海岸鉄道のDMVは、甲浦から道路を走行し室戸岬方面まで運行する便が設定されている。また、甲浦 - 室戸 - 奈半利（ - 安芸）間の未成区間を連絡するバスを高知東部交通が運行している。